# De Bokkedoorns
De Bokkedoorns is een restaurant in Overveen in Nederland. Het is gevestigd in het Wethouder van Gelukpark aan de Zeeweg. Het had één Michelinster in de periode 1978-1990 en kreeg een tweede ster in 1991. GaultMillau kende het restaurant 17,5 punten van de maximaal 20 punten toe. Het restaurant is lid van de Alliance Gastronomique Néerlandaise.

## Chef-koks
Op 1 maart 2018 werd Roy Eijkelkamp de chef-kok. Zijn voorganger Menno Post had de leiding vanaf 1 januari 2013. Lucas Rive, chef-kok van 1990 tot en met 2012, werd in 1991 de jongste (29 jaar) chef-kok in Nederland met twee sterren. Koos Zijlstra was de chef-kok in 1983.

## Sterrenoverzicht
- 1978-1990: één ster

- 1991-heden: twee sterren